# Citrato de potássio
Citrato de potássio ou citrato tripotássico é um composto químico de fórmula C6H5K3O7. É o sal de potássio, totalmente neutralizado, do ácido cítrico. Se apresenta como um sólido branco cristalino, normalmente em pó, levemente higroscópico. É inodoro e com um gosto salino.

## Usos
É usado como fármaco para controlar o ácido úrico e cálculos renais de cistina.